# My Super Ex-Girlfriend
My Super Ex-Girlfriend er en amerikansk romantisk komedie fra 2006 instrueret af Ivan Reitman og med Uma Thurman, Luke Wilson og Anna Faris i hovedrollerne.

## Medvirkende
- Uma Thurman
- Luke Wilson
- Rainn Wilson
- Anna Faris
- Eddie Izzard
- Wanda Sykes
- Stelio Savante